# Chimonobambusa unifolia
Chimonobambusa unifolia là một loài thực vật có hoa trong họ Hòa thảo. Loài này được (T.P.Yi) T.H.Wen mô tả khoa học đầu tiên năm 1990.